# Alberto VI d'Asburgo
Alberto VI d'Asburgo, governatore della cosiddetta Austria Anteriore, duca dell'Alta Austria, detto il prodigo (Vienna, 18 dicembre 1418 – Vienna, 2 dicembre 1463), era figlio del duca Ernesto di Stiria, del ramo leopoldino degli Asburgo, e di Cimburga di Masovia. Suo fratello maggiore era l'Imperatore Federico III con il quale fu spesso in lotta.

## Biografia
Ottenne nel 1439 dal fratello maggiore, l'Imperatore Federico III, la reggenza dell'Austria Anteriore o Vorland austriaco, ove fondò nel 1457 l'Università di Friburgo in Brisgovia.
Alla morte di suo cugino Alberto V d'Asburgo, della linea albertina, ottenne la tutela del figlio postumo di lui, Ladislao il Postumo, ma vi dovette rinunciare nel 1443; in seguito riaffermò le sue pretese alla morte di Ladislao, con cui si estingueva la linea albertina.
Il fratello Federico III lo tacitò cedendogli l'Alta Austria; ma nel 1462, con l'appoggio dei principi vicini e della nobiltà ribelle, e con la mediazione del re Giorgio di Boemia, Alberto VI ottenne anche Vienna e la Bassa Austria.
Tutti questi domini non erano ancora saldamente nelle sue mani, allorché la morte lo colse.

## Ascendenza
|                        |                         |                              | Genitori                |  |  | Nonni |  |  | Bisnonni                |  |  | Trisnonni           |  |
|                        |                         |                              |                         |  |  |       |  |  | Alberto II lo Sciancato |  |  | Alberto I d'Asburgo |  |
|                        |                         |                              |                         |  |  |       |  |  | Alberto II lo Sciancato |  |  | Alberto I d'Asburgo |  |
|                        |                         | Elisabetta di Tirolo-Gorizia |                         |  |  |       |  |  | Alberto II lo Sciancato |  |  |                     |  |
| Leopoldo III d'Asburgo |                         |                              |                         |  |  |       |  |  | Alberto II lo Sciancato |  |  |                     |  |
|                        |                         | Giovanna di Pfirt            | Ulrico III di Pfirt     |  |  |       |  |  |                         |  |  |                     |  |
|                        |                         | Giovanna di Pfirt            | Ulrico III di Pfirt     |  |  |       |  |  |                         |  |  |                     |  |
|                        |                         | Giovanna di Pfirt            | Giovanna di Montbéliard |  |  |       |  |  |                         |  |  |                     |  |
| Ernesto I d'Asburgo    |                         | Giovanna di Pfirt            |                         |  |  |       |  |  |                         |  |  |                     |  |
|                        |                         | Bernabò Visconti             | Stefano Visconti        |  |  |       |  |  |                         |  |  |                     |  |
|                        |                         | Bernabò Visconti             | Stefano Visconti        |  |  |       |  |  |                         |  |  |                     |  |
|                        |                         | Bernabò Visconti             | Valentina Doria         |  |  |       |  |  |                         |  |  |                     |  |
| Verde Visconti         |                         | Bernabò Visconti             |                         |  |  |       |  |  |                         |  |  |                     |  |
|                        |                         | Regina della Scala           | Mastino II della Scala  |  |  |       |  |  |                         |  |  |                     |  |
|                        |                         | Regina della Scala           | Mastino II della Scala  |  |  |       |  |  |                         |  |  |                     |  |
|                        |                         | Regina della Scala           | Taddea da Carrara       |  |  |       |  |  |                         |  |  |                     |  |
| Alberto VI d'Asburgo   |                         | Regina della Scala           |                         |  |  |       |  |  |                         |  |  |                     |  |
|                        | Siemowit III di Masovia | Trojden I di Masovia         |                         |  |  |       |  |  |                         |  |  |                     |  |
|                        | Siemowit III di Masovia | Trojden I di Masovia         |                         |  |  |       |  |  |                         |  |  |                     |  |
|                        | Siemowit III di Masovia | Maria di Galizia             |                         |  |  |       |  |  |                         |  |  |                     |  |
| Siemowit IV di Masovia | Siemowit III di Masovia |                              |                         |  |  |       |  |  |                         |  |  |                     |  |
|                        |                         | Eufemia di Opavia            | Mikuláš II di Opava     |  |  |       |  |  |                         |  |  |                     |  |
|                        |                         | Eufemia di Opavia            | Mikuláš II di Opava     |  |  |       |  |  |                         |  |  |                     |  |
|                        |                         | Eufemia di Opavia            | Anna Raciborska         |  |  |       |  |  |                         |  |  |                     |  |
| Cimburga di Masovia    |                         | Eufemia di Opavia            |                         |  |  |       |  |  |                         |  |  |                     |  |
|                        |                         | Algirdas                     | Gediminas               |  |  |       |  |  |                         |  |  |                     |  |
|                        |                         | Algirdas                     | Gediminas               |  |  |       |  |  |                         |  |  |                     |  |
|                        |                         | Algirdas                     | Jewna                   |  |  |       |  |  |                         |  |  |                     |  |
| Alessandra di Lituania |                         | Algirdas                     |                         |  |  |       |  |  |                         |  |  |                     |  |
|                        |                         | Uliana di Tver'              | Alessandro I di Tver'   |  |  |       |  |  |                         |  |  |                     |  |
|                        |                         | Uliana di Tver'              | Alessandro I di Tver'   |  |  |       |  |  |                         |  |  |                     |  |
|                        |                         | Uliana di Tver'              | Anastasia di Galizia    |  |  |       |  |  |                         |  |  |                     |  |
|                        |                         | Uliana di Tver'              |                         |  |  |       |  |  |                         |  |  |                     |  |